# Bass Terror
Bass Terror (znany również pod tytułem Bass Terror Edition) – album kompilacyjny niemieckiego muzyka Aleca Empire, wydany 17 kwietnia 2009 roku przez Digital Hardcore Recordings. Zawiera single i utwory z minialbumów wydanych w latach '90 przez tę samą wytwórnię, oraz kilka utworów wcześniej niewydanych.

## Lista utworów
CD1
1. "Terror Worldwide" (Remix the System!) – 5:46
2. "Terrorist" – 4:18
3. "Let the Sun Shine" – 4:19
4. "Cold Sweat" – 5:39
5. "SuEcide" – 6:34
6. "Indians" – 3:40
7. "Der neunte Schuss (Hetzjagd)" – 4:44 (tytuł oryginalny: "Hetzjagd (Auf Nazis!)")
8. "Bass Terror" – 4:44
9. "Limited Edition" – 5:19 (oryginalnie jako "Limited 01")
10. "This Music Turns Me On" – 4:05

CD2
1. "I Am Bored" – 5:44
2. "Squad 1993" – 5:18
3. "Just Make It Fast!" – 4:21
4. "Skulls" – 5:09
5. "Public Enemy N°.1" – 5:01
6. "You Are 2nd Best" – 4:36
7. "Anti-Nazi-Soulfood" – 6:11
8. "You Must Confront" – 4:22
9. "Drifting Away" – 4:07
10. "Tötenposse Rides Out" – 6:04